# Geeren
Geeren ist eine historische Straße in Bremen-Mitte. Sie führt parallel zur Faulenstraße und der Weser in Verlängerung der Langenstraße vom Marktplatz in westlicher Richtung zum Stephaniviertel und direkt zur Kirche St. Stephani.
Die Querstraßen wurden u. a. benannt als Fangturm  (Gefangenenturm), ein Rundturm aus dem 13. Jahrhundert an der Westseite der ältesten Bremer Stadtmauer, Wenkenstraße nach einer Familie die hier wohnte, Aschenburg nach einer 1447 erwähnten Kastellburg an der Weser, Große Fischerstraße nach den hier ansässigen Fischern, Heinkenstraße nach einem früheren Grundbesitzer, Kalkstraße 1816 nach einem städtischen Kalkhof, Großenstraße nach der früher größten Straße im Stephaniviertel, Diepenau (früher Deepenstrate) nach einem Wasserrinnsal mit dem Namen deepe Naue und Stephanikirchhof nach der Kirche St. Stephani.

## Geschichte

### Name
Mit Geeren wurden früher keilförmige Flurstücke bezeichnet. Das galt für viele Örtlichkeiten in Bremen so wie in Horn, Neuenland, Rablinghausen, Seehausen, Mittelsbüren, Oslebshausen und Walle. Aber auch in anderen Orten in Deutschland kommt der Name vor.

Bei dieser Straße führte ein keilförmiger Platz bei der Großen Straße zur Namensgebung.

Geeren kann andernorts auch vom altdeutschen Wort Gehren stammen, was bei Holzfässern die auf einer Seite abgerundeten Enden eines Fassbodens waren.

### Entwicklung
Die Stephanikirche wurde ab 1139 noch außerhalb der Bremer Stadtmauer erbaut. Zu dieser Zeit wuchs um die Kirche ein neues bremisches Viertel. Von der Stephanikirche führte der zentrale Geeren zum damaligen Stadttor Natel und so zum Ende der Langenstraße bis zum Marktplatz. Erst um 1307 wurde begonnen die Stadtmauer um dieses Stadtviertel zu erweitern („stadtmure begundt umme sunte Steffens“). Ein Netz von Straßen entwickelte sich in dem einfachen vierten Kirchviertel von Bremen. Die vorhandene Stadtmauer zwischen Altstadt und Stephaniviertel, im Bereich Fangturm, Hankenstraße bis Jakobistraße blieb aus Sicherheitsgründen bestehen. Erst ab 1651 wurde die Mauer und um 1657/59 die Natel abgerissen. Der Fangturm von 1590 am Übergang Geeren/Langenstraße verblieb noch als Bauelement im Kornhaus bis 1944.
Die Straßenbahn in der Langenstraße verkehrte von 1889 bis 1916 über Heinkenstraße – Geeren – Langenstraße.
Durch die schweren Zerstörungen im Zweiten Weltkrieg sind nur wenige Gebäude erhalten geblieben. Der Geeren führt nun seinen Namen über die Diepenau hinaus bis zur Stephanikirche. Die früheren Straßen Bönemannstraße (zwischen Heinkenstraße und Diepenau), Aschenburg (früher Burgstraße), und zur Weser führend die Große und Kleine Fischerstraße wurden aufgegeben.

## Gebäude

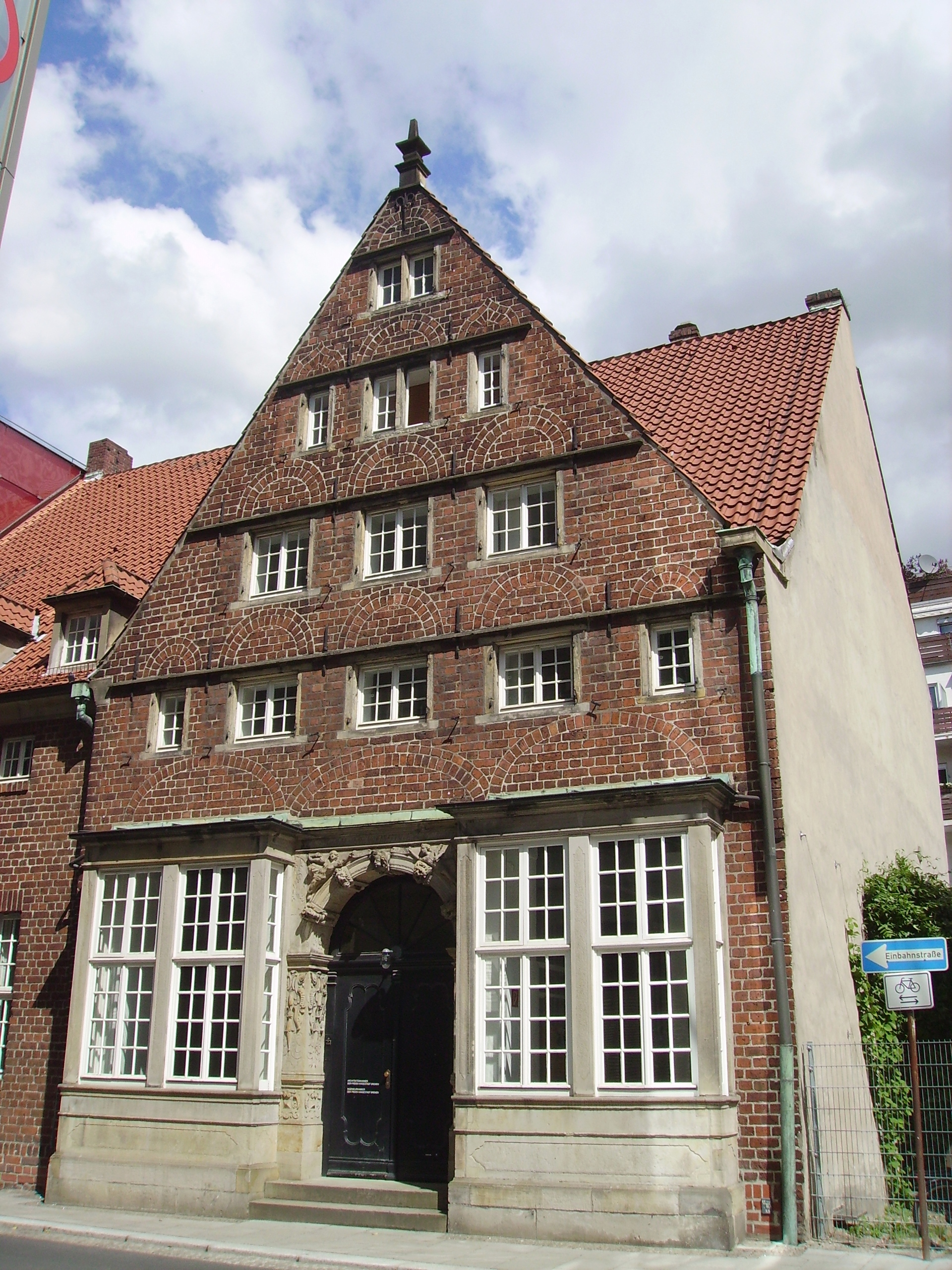
Geeren 41: Haus der Architektenkammer von 1625

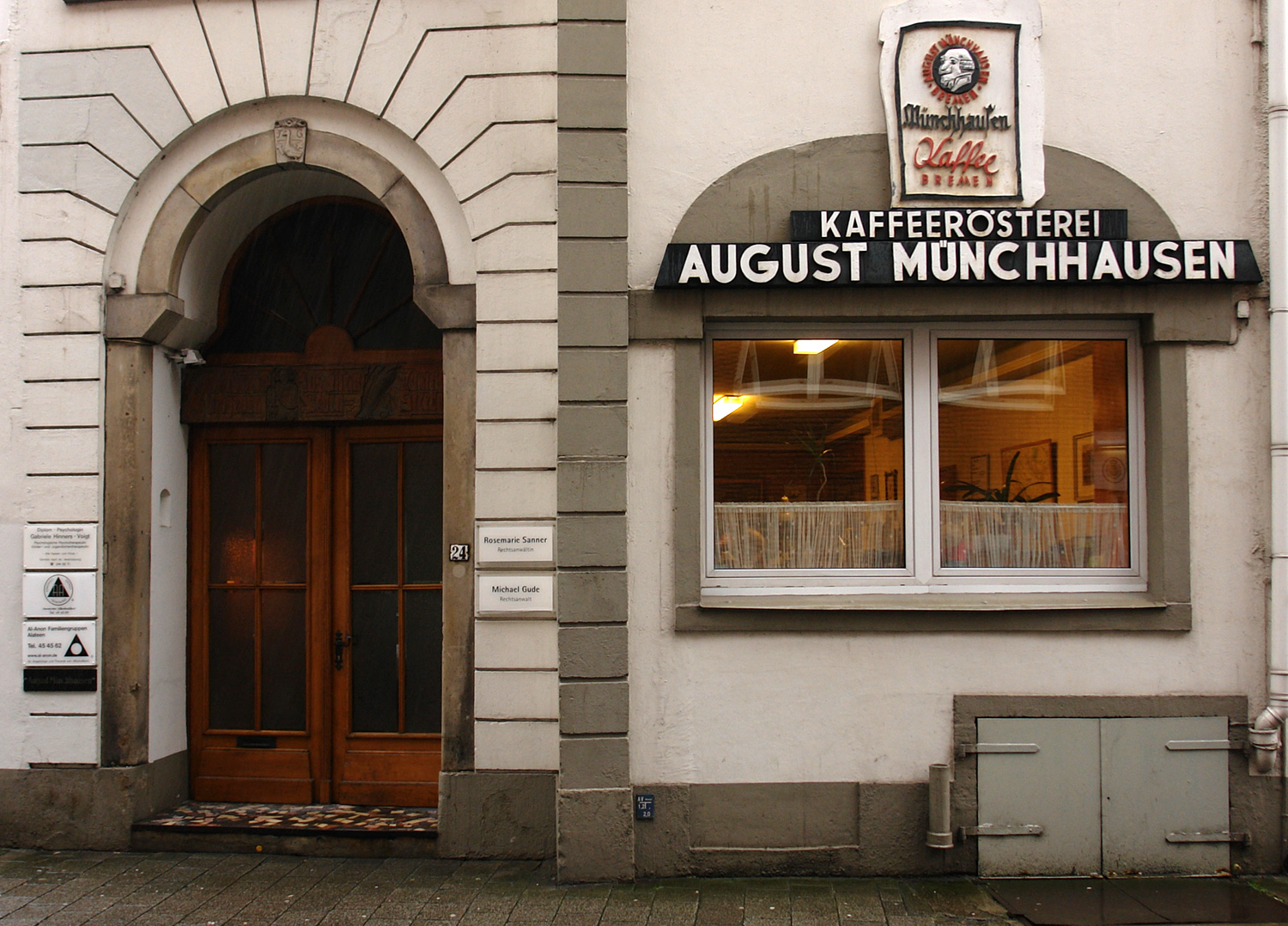
Geeren 24: Geschäftshaus Münchhausen

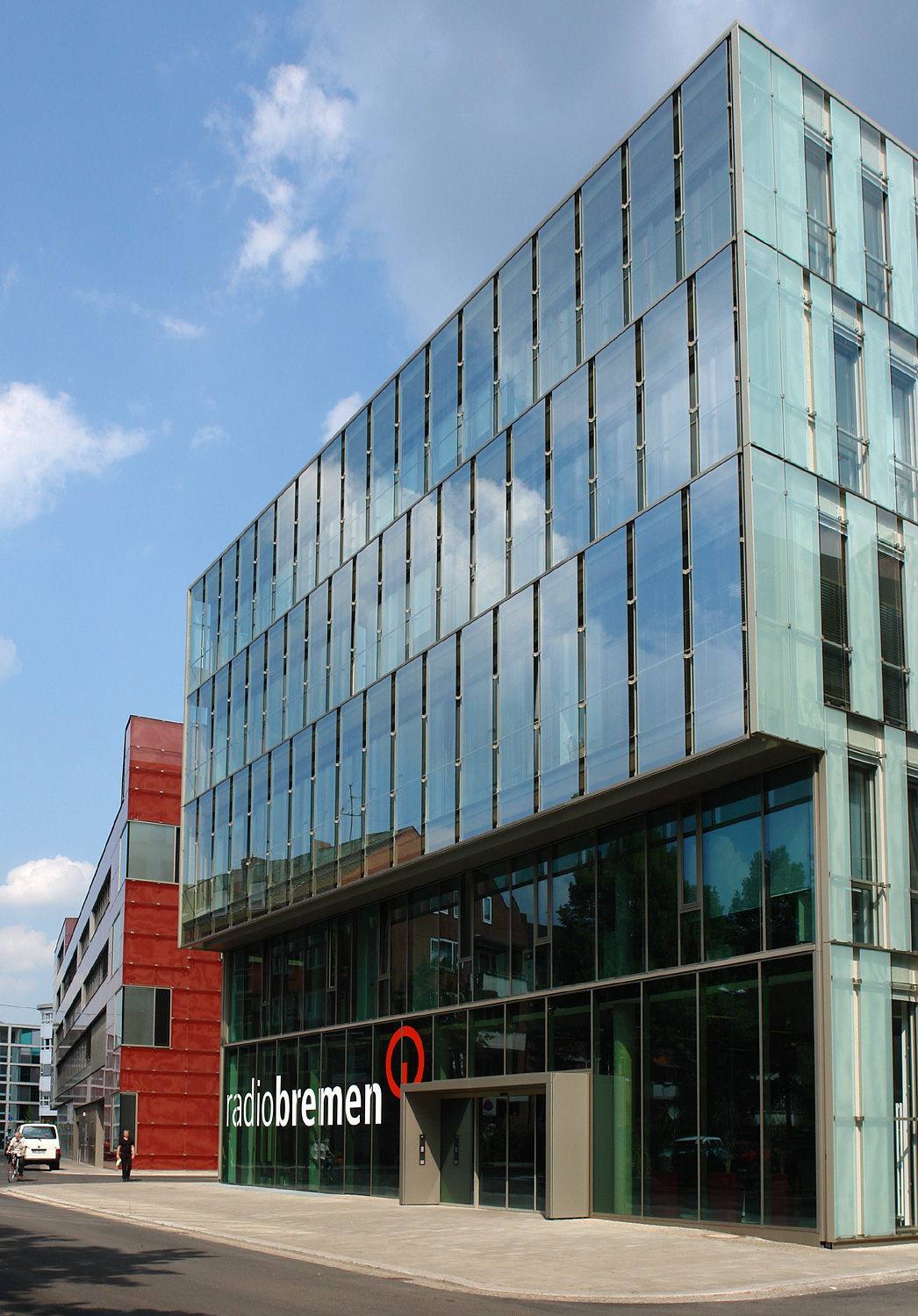
Radio Bremen, Haupteingang von der Diepenau

Am Geeren standen vornehmlich zwei-, teils bis viergeschossige Giebelhäuser. Nur noch drei Gebäude (Nr. 24, 29 und 41) stammen aus der Zeit vor dem Zweiten Weltkrieg. Alle Nachkriegsgebäude sind 5- bis 6-geschossige Wohn- oder Bürohäuser.
- Geeren 1–5: 6-geschossiges Geschäftshaus mit Ausrichtung zur Faulenstraße.
- Geeren 2: In dem 6-geschossigen Wohnhaus befindet sich die Gaststätte Zum Fangturm.
- Geeren 3: Hier war 1897 bis 1944 der Sitz des Arbeiterbildungsvereins Lessing.
- Geeren 6–8: Hier stand das frühere Gebäude der Bremer Volkszeitung und das des SPD-Parteibüros. Auch der Vereinssitz der 1926 gegründeten GEWOBA war hier. Seit den 1990er Jahren steht hier ein 5-geschossiges Wohngebäude.
- Geeren 7–9: 5/6-geschossige Wohn- und Bürogebäude
- Geeren 10–12: Hier war ein Geschäftshaus, seit etwa 1919 bis 1944 Hauptsitz der Firma Louis Delius & Co.; 1944 ausgebombt. Heute steht hier ein 6-geschossiges Wohngebäude.
- Geeren 11–13: Heute stehen hier 6-geschossige Wohngebäude.
- Geeren 14–20: Hier standen an der Nordostseite zwischen Burg- und Heinkenstraße fünf zweigeschossige Giebelhäuser. Heute steht hier ein 6-geschossiges Wohngebäude.
- Geeren 15–23: Heute stehen hier 6-geschossige Wohngebäude.
- Geeren 24: Erhaltenes 4-geschossiges Geschäftshaus mit Sitz der Kaffeerösterei August Münchhausen
- Geeren 25: Hier stand ein dreigeschossiges Giebelhaus an der Ecke Heinkenstraße, das um 1730 im Barockstil umgebaut wurde. 1906 war hier das Pfand- und Leihgeschäft Wilhelm Windolph. Heute steht hier ein 6-geschossiges Wohnhaus.
- Geeren 27: 5-geschossiges Hotel Stadt Bremen an der Ecke zur Heinkenstraße
- Geeren 26: Hier stand ein viergeschossiges barockes Giebelhaus mit einem Portal aus dem Rokoko.
- Geeren 28: Hier stand an der Ecke zur Kalkstraße das zweigeschossige Giebelhaus des Kaufmanns Isidor Goldschmidt. Heute steht auf Nr. 26–28 ein 5-geschossiges Bürohaus.
- Geeren 26–28: Bürohaus mit fünf Geschossen
- Geeren 29–31: Erhaltenes 4-geschossiges Bürohaus aus der Gründerzeit
- Geeren 30: Hier stand an der Ecke zur Kalkstraße (deshalb früher Kalkstraße 12) ein einfaches zweigeschossiges Giebelhaus, das die Segelmacherei und Flaggenfabrik Ruhe & Trelle beherbergte.
- Geeren 34: 5/6-geschossiges Wohnhaus
- Geeren 35: 5-geschossiges Bürohaus
- Geeren 37: 5-geschossiges Wohnhaus
- Geeren 38: Hier stand an der Einmündung der Heinkenstraße das zerstörte, große, viergeschossige Orthopädische Institut von Dr. Carl Ludwig Leonhardt (Praxis: 1840–1852) mit seinen Mansarddächern. Heute stehen hier die Bauten von Radio Bremen.
- Geeren 39: Das ehemalige dreigeschossige Vorwerk’s Hotel, das zuvor von 1807 bis 1816 den Namen Drei Rosen führte, hieß ab 1876 Kauffeld’s Hotel. Später war hier der Geschäftssitz der Korkenimportfirma Rudolf Hasse. Es war im klassizistischen Stil gebaut worden.
- Geeren 41/43: Das zweigeschossige Geschäfts- und Packhaus mit einem dreigeschossigen Steilgiebel ist seit 1985 das Haus der Architektenkammer. Es stammt von um 1625 und wurde im Stil der Weserrenaissance errichtet. Das Sandsteinportal ist bemerkenswert. Umbauten erfolgten 1926 und 1984/85, letzterer nach Plänen von Gert Schulze. Das Gebäude steht unter Denkmalschutz.
- Geeren 45 bis zur Diepenau: Hier stehen beidseitig vom Geeren bis zur Ecke Diepenau seit 2007/09 der 5-geschossige Gebäudekomplex von Radio Bremen. Architekten der drei Gebäude waren die Architektenbüros Schulze-Schulze/Pampus, Böge/Lindner (Diepenau 10) und Harms & Partner
- Geeren 47: Von 1893 bis 1898 hatte der Frauen-Erwerbs- und Ausbildungsverein (FEAV) hier seinen Sitz.
- Geeren 47 oder 48: Das Stoevesandthaus war ein viergeschossiges Geschäftshaus, das 1944 zerstört wurde.
- Geeren 51–53: 2-geschossige Wohnhäuser in Rotsteinen
- Geeren 66–68: 2- und 4-geschossiges Wohnhaus in Rotsteinen